# Аврил и поддельный мир
«Аврил и поддельный мир» (фр. Avril et le monde truqué) — полнометражный приключенческий мультипликационный фильм в стилистике стимпанка и альтернативной истории, концепт которого разработал известный французский комиксист Жак Тарди. Несмотря на то, что фильм является оригинальной историей, своими элементами, а также графическим решением, он однозначно соотносится с творчеством Тарди. Премьера состоялась 15 июня 2015 года во Франции на Международном фестивале мультфильмов в Анси — режиссёры Кристиан Димар и Франк Экинджи получили награду Кристал за лучший фильм.

## Сюжет

### Предыстория
Перед началом франко-прусской войны 1870—1871 годов император Наполеон III поручает учёному Густаву Франклину создать «абсолютную сыворотку», которая даст ему армию неуязвимых солдат и поможет выиграть войну. Однако эксперименты заводят учёного в совершенно иное направление, и под действием его сыворотки двое варанов обретают способность говорить. Раздосадованный тем, что учёный не выполнил поставленные перед ним задачи, Наполеон III приказывает уничтожить «говорящих ящериц», один из приближённых императора начинает стрельбу, которая приводит к взрыву в лаборатории на несчастные случаи и гибели всех, кто там находился, включая императора. Двум варанам удаётся сбежать из лаборатории до взрыва. Наследник, император Наполеон IV, заключает мир с Пруссией, предотвращая войну.
Вскоре по всему миру учёные начинают исчезать при загадочных обстоятельствах, пропадают Эйнштейн, Бранли, Герц, Маркони, Нобель, Пастер и другие. Это тормозит научный прогресс во всём мире, не исследованы электричество, не появилось радио, телевидение, кинематограф. Мир застревает в эпохе паровых технологий. Вскоре запасы угля истощаются, все леса в Европе уничтожены. Остаются леса в Канаде, но это означает войну. Французское правительство издаёт закон, согласно которому все немногие оставшиеся учёные должны работать на правительство и его военные нужды.

### 1931 год
Шестьдесят лет спустя члены семьи Франклин — Проспер (сын Густава Франклина), Поль (сын Проспера) и Аннель (жена Поля) — пытаются воссоздать в тайной лаборатории «абсолютную сыворотку». С ними находится маленькая дочь Аврил и Дарвин, говорящий кот, на котором раньше была испытана сыворотка Густава. Последняя версия сыворотки готова, ученые собираются протестировать ее на котенке, однако в этот момент их обнаруживает полиция, возглавляемая Гаспаром Пизони. Франклины пытаются спастись, унося с собой шприц с сывороткой. Во время погони им приходится разделиться, дедушке Просперу удается скрыться, Аннель и Поль попадают в таинственное облако, бьющее молниями, а Аврил с котом Дарвином ловят и помещают в приют. Мать успевает вколоть непроверенный образец сыворотки в снежный шар, который Аврил хранит все последующие годы.

### 1941 год
Десять лет спустя взрослая Аврил пытается создать свою версию «абсолютной сыворотки», не зная, что родительский образец находится в ее снежном шаре. Приходится торопиться, ведь Дарвин вот-вот умрет от старости и болезней. Наконец, Аврил решает испытать на Дарвине свой последний вариант сыворотки, однако она не срабатывает. В ярости Аврил бьет повернувшиеся под руку предметы, в том числе стеклянный шар. Жидкость из шара попадает на язык Дарвина, моментально оживляя его.
Однако за Аврил следит Пизони и нанятый им для этого молодой парень по имени Юлий. Юлию положено выследить, где находится тайная лаборатория Аврил, для чего он втирается к ней в доверие. Пизони надеется, что Аврил приведет его к Просперу, которому удалось улизнуть десять лет назад. Внезапно к убежищу Аврил, устроенному в голове огромной недостроенной статуи, приближается грозовая туча, такая же, как в день исчезновения ее родителей. Аврил, Юлий и Дарвин сбегают.
Выясняются, что родители Аврил живы, но находятся в плену у неизвестных лиц. Отец находит способ связаться с дочерью, указав ей место, где она встретится с дедушкой Проспером. Дедушка рад встрече с Аврил и приглашает их с Юлием в свой механизированный и укрепленный дом. Вместе они начинают поиски родителей Аврил. Предательство Юлия обнаруживается, но парень раскаивается в содеянном и хочет оказывать героям дальнейшую помощь. Обнаруживается, что за похищением ученых стояли получившие интеллект вараны, Шимен и Родриго и их многочисленное потомство. Ящерицы не верят в спасение человечества его собственными силами и готовят проект, который позволит перенести жизнь на другие планеты. Для этого планируется обработать лианы «абсолютной сывороткой» и запустить ее в космос. Выясняется также, что сыворотка, созданная родителями Аврил в 1931-м, была бесполезна и Дарвина спас состав, разработанный самой Аврил.
Аврил соглашается воссоздать свою сыворотку, однако в последний момент подменяет ампулы. Жестокий и своенравный Родриго поднимается против своей супруги Шимен и выпивает сыворотку сам. Он хочет взорвать ракету близко над землей, тем самым уничтожив человечество. Шимен пытается помешать ему, но погибает. Начинается вооруженное противостояние между потомством Шимен и Родриго. В суматохе все ученые разбегаются, Дарвин успевает проскочить в ракету, а Аврил — обработать сывороткой лианы. Происходит успешный запуск.

### Эпилог
Пизони награждён как главный спаситель цивилизации и назначен начальником Секретной службы. Аврил и Юлий женятся, Аврил продолжает заниматься наукой, однако ей так и не удаётся сделать «абсолютную сыворотку» подходящей для людей. Благодаря возвращению учёных, прогресс науки начинает навёрстывать упущенное: появляются электроприборы и телевидение. В 1951 году человечество переходит на «чистую и неиссякаемую нефть», выходя из энергетического кризиса. План Шимен, между тем, сработал: на Луне, Венере и Марсе растут вечнозелёные леса, формируя атмосферу. В 2001 году первый человек достигает Луны, где среди зелёных зарослей находит бессмертного Дарвина.

## Роли озвучивали
| Актёр              | Роль                                  |
| ------------------ | ------------------------------------- |
| Марион Котийяр     | Аврил Франклин главная героиня        |
| Марк-Андре Гронден | Юлий                                  |
| Филипп Катерин     | Дарвин (кот)                          |
| Жан Рошфор         | Проспер «Попс» Франклин дедушка Аврил |
| Оливье Гурме       | Поль Франклин отец Аврил              |
| Маша Гренон        | Аннель Франклин мать Аврил            |
| Були Ланнерс       | Гаспар Пизони полицейский             |
| Анн Косенс         | Шимен                                 |
| Бенуа Бриер        | Родриго                               |

## Награды
| Год  | Награда                                     | Номинация                                        | Результат    |
| ---- | ------------------------------------------- | ------------------------------------------------ | ------------ |
| 2015 | Annecy International Animated Film Festival | Лучший художественный фильм                      | Победа       |
| 2016 | César Awards                                | Лучший анимированный художественный фильм        | Номинация    |
| 2016 | Prix Jacques Prévert du Scénario            | Особое упоминание                                | Победа       |
| 2016 | San Diego Film Critics Society              | Лучший анимированный фильм                       | Второе место |
| 2016 | St. Louis Gateway Film Critics Association  | Лучший анимированный фильм                       | Номинация    |
| 2017 | Annie Awards                                | Выдающиеся достижения, Лучший монтаж мультфильма | Номинация    |